# Арциховський Володимир Мартинович
Володи́мир Марти́нович Арцихо́вський (нар. 8 (20) липня 1876, Житомир — 13 червня 1931, Москва) — радянський ботанік, фізіолог рослин.
Народився в Житомирі в родині поштового службовця.
Професор Донського політехнічного інституту в Новочеркаську (1907—1922), завідувач кафедри фізіології рослин Московського лісового інституту (1923—1925), завідувач лабораторії фізіології рослин Нікітського ботанічного саду (1926—1927) та Центру лісової дослідної станції в Москві (з 1927).
Арциховський вивчав різні питання фізіології, а також анатомії та екології рослин (зокрема, водний режим), поклав початок спеціальній фізіології деревних порід в СРСР.

## Праці
- К морфологии клетки у Schirophyta. Доклад XI съезду русск. естествоиспытателей и врачей 1901 г. Дневник съезда.
- К морфологии и систематике Beggiatoa Trev. Известия Имп. СПб. Ботанич. Сада, т. II, 1902, № 2.
- Лабораторные заметки. Известия Имп. СПб. Ботанич. Сада, т. III, 1903, № 1.
- Fucus vesiculosus L. Труды Имп. СПб. Общ. Естествоиспыт., т. XXXIII, вып. 1.
- К вопросу о бактериопурпурине. Изв. Имп. СПб. Ботанич. Сада, т. IV, 1904, вып. 4.
- О «воздушных культурах» растений. Журнал опытной агрономии, 1911, т. 12, № 1.